# Jiang Jin
Dans ce nom chinois, le nom de famille, Jiang, précède le nom personnel.
Jiang Jin, né le 17 octobre 1968 à Tianjin (Chine), est un ancien footballeur chinois. Il évoluait au poste de gardien de but.
Il a participé à la Coupe du monde 2002 avec l'équipe de Chine.